# Obyce
Obyce és un poble i municipi d'Eslovàquia que es troba a la regió de Nitra, al sud-oest del país. El 2011 tenia 1.503 habitants.

## Història
La primera menció escrita de la vila es remunta al 1075.

## Demografia
| Godina             | 1994 | 2004   | 2014   | 2024   |
| ------------------ | ---- | ------ | ------ | ------ |
| Nombre de persones | 1514 | 1557   | 1521   | 1460   |
| Diferència         |      | +2,84% | −2,31% | −4,01% |

| Godina             | 2023 | 2024   |
| ------------------ | ---- | ------ |
| Nombre de persones | 1456 | 1460   |
| Diferència         |      | +0,27% |